# Кабедон
Кабе-дон (яп. 壁ドン, Стіна + «дон» (звук хлопка)) — сильний удар по стіні рукою на знак протесту. У багатоквартирних японських будинках цей хлопок чутно в сусідніх і не тільки кімнатах.
Інше значення поняття Кабе-дон — це ситуація, яка часто використовується в японських фільмах, аніме та манґи, коли чоловік силоміць притискає дівчину або молоду жінку до стіни, не даючи їй можливості утекти, і при ударі долоні об стіну звучить звук «дон». Кабе-дон став популярним «вправним способом зізнання та освідчення».

## Виникнення
Термін «Кабе-дон» вперше з'явився 2008 року, коли співачка та сейю Реко Сінтані описала його як «чудову (милу) ситуацію». Його почали популяризувати у романтичному фільмі «L DK», знятого за однойменною манґою в жанрі шьоджьо. Згодом термін став пізнаваним і почав часто використовуватися в японських фільмах, аніме та манґи для дівчат та молодих жінок, а також набув широкої популярності серед учениць старших класів та студенток.

## Застосування
В Японії кабедон, головним чином, з'являється в сюжетах манґи чи аніме для дівчат, коли чоловік притискає жінку до стіни; в той же час його рука ляскає по стіні і лунає звук «дон».
В Японії стіни багатьох житлових будинків тонкі й не мають звукоізоляції. Таким чином, такі прості дії, як зачинення дверей або ввімкнення телевізора, можуть легко почути сусіди. Коли цей шум стає надто гучним, японці, як правило, стукають між сусідніми стінами на знак протесту.
Практика вживання терміна кабедон запозичена в китайську мову з вимовою бідонг (壁咚, bìdōng) через телевізійні драми, такі як My Sunshine. У Гонконзі актор Грегорі Вонг виконав бідонг у рекламі рідини для полоскання рота «Лістерін».

### Різновиди
- Кабе-дон з аго-куи (яп. 顎クイ) — кабе-дон з підняттям підборіддя іншої людини своєю рукою[4] .
- Юка-дон (яп. 床ドン, Пол + «дон») — кабе-дон, але інша людина притискається не до стіни, а до підлоги[4] .